# Runamo
Runamo är en plats på den gamla landsvägen mellan Bräkne-Hoby och Ronneby i Blekinge, där urberget går i dagen. Längs vägen löper här en diabasgång med talrika sprickor som länge misstogs för att vara runor, och som gett platsen dess namn.

## Historia

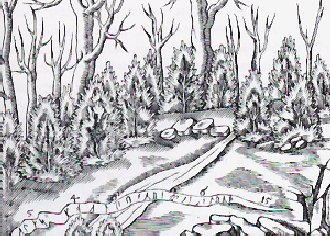
Runamoristningen enligt Danicorum monumentorum av Ole Worm, 1643.

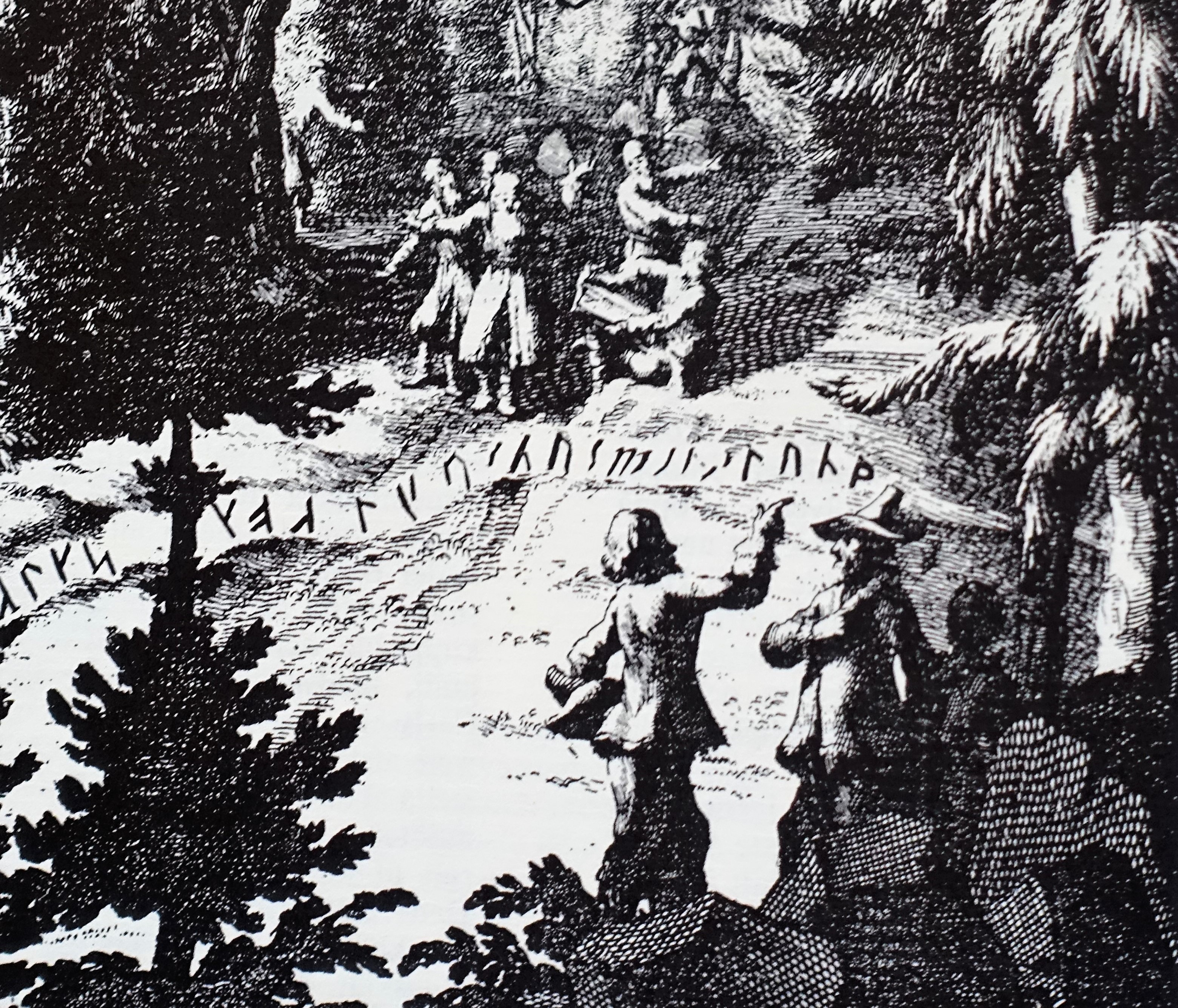
Runamo i Suecia antiqua et hodierna. I bakgrunden avbildas Valdemar den stores expedition. I förgrunden ses en man i 1600-talskläder peka mot ordet ”Lund” – det enda som man då trodde sig kunna läsa. Runbandets utseende har troligen kopierats från Ole Worms bok.

### Saxo Grammaticus
Runbandet beskrevs redan, om än något överdrivet, av Saxo Grammaticus, i prologen till Gesta Danorum:
| ” | I Blekinge finns en ås, över vilken går en stig, som är översållad med märkliga skrivtecken. Denna stig, som sträcker sig ända från havet i söder upp till Värends steniga ödemarker, omges av två linjer, en på var sida, med ett smalt mellanrum där ytan överallt fåras av runor. Fastän stigen än löper över höga klippor och än genom dalar ser man hela vägen spår av dessa bokstavstecken. Kung Valdemar, den helige Knuts välsignade son, blev så förundrad över detta, att han för att få skriften tydd sände folk att färdas över berget för att noggrant undersöka hela raden av skrivtecken samt inskära dem i kavlar, precis så som de var ristade. Men de kunde inte få någon mening i denna skrift, ty fördjupningarna var dels fyllda med jord, dels så nedslitna av regn och fotsteg att tecknen på ett förvirrat sätt tycktes övergå i varandra. | „ |

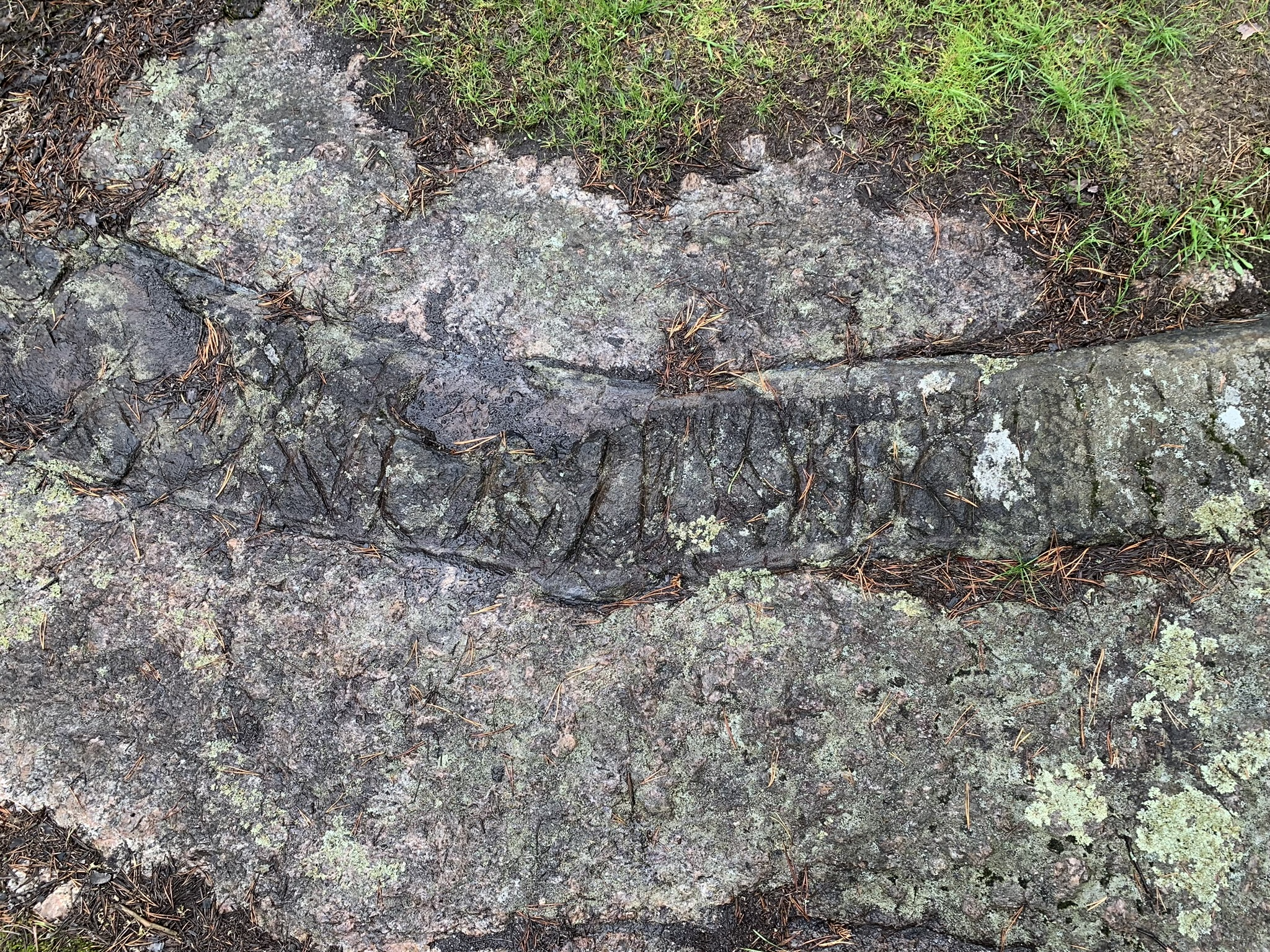
Del av "runorna" i Runamo

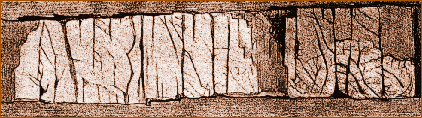
Illustration av Jens Jacob Asmussen Worsaae

Trots att runorna var oläsliga, säger sig dock Saxo längre fram i boken veta att det var kung Harald Hildetand som låtit hugga dem till minne av sin far.
Därmed var ramen given för senare spekulationer. När forntidsintresset på nytt tog fart några århundraden senare troddes slaget vid Bråvalla, mellan kungarna Harald Hildetand och Sigurd Ring, ha utkämpats i Värend, och det var dit den av Saxo omtalade stigen hade lett.

### 1600- och 1700-talen
Ole Worm företog 1640 en undersökning av hällen genom en utskickad rungranskare, men fann endast brottstycken av den runbeströdda stig som Saxo hade beskrivit, och bara ett läsbart ord, nämligen Lund. Det troddes därför länge att Harald Hildetand skulle ha haft sitt hov i Lund eller där ligga begraven. Lund är också det enda ord som kan läsas i runor på det kopparstick av hällen som i Erik Dahlberghs Suecia Antiqua fick pryda själva titelbladet till Blekingedelen. Redan vid 1700-talets början hade dock rudbeckianen E.J. Björner förutom Lund också lyckats läsa ordet Harald, vilket tycktes bekräfta Saxos uppgifter. Jacob Langebek besökte platsen 1753 eller 1754, då han ledsagades av Søren Abildgaard som avbildade tecknen. På uppdrag av Langebek var också den svenske tecknaren C.G.G. Hilfeling i Runamo, men hans återgivning av den ”Haraldinska runormen” rymmer mer fantasi än verklighet. Bilden fick dock god spridning; den avtrycktes bland annat i andra delen av Nils Henrik Sjöborgs Samlingar för Nordens fornälskare, 1824. Sjöborg besökte själv platsen flera gånger och trodde sig ha identifierat sju runor (F, U, K, N, L, T och M), men de låg spridda på olika ställen i rungången, och han kunde inte få fram något ord.

### Kritik
Nils Reinhold Brocman framförde dock redan 1762 åsikten att inskriften i själva verket var en naturbildning, en åsikt som upprepades av Martin Friedrich Arendt i början av 1800-talet. 1833 sändes en kommitté av Videnskabernes Selskab för att noga granska hällen. Medlemmar var Finnur Magnússon, Christian Molbech, Johan Georg Forchhammer och konstnären C.F. Christensen. En annan liknande ”runskrift” i närheten, i Maklamo, undersöktes även, vilken alla de fyra konstaterade var en naturbildning. Om hällen i Runamo hade dock forskarna delade meningar. 

### Finnur Magnússon tolkar skriften
Särskilt Finnur Magnússon drev tesen att den verkligen var en runinskrift. Magnússon ansåg sig ha kommit underfund med att det var en runskrift som måste läsas från höger till vänster. Magnússon läste efter den metoden ord efter ord i en hel strof av "fullkomligt regelbundna verser med bokstavsrim, avfattade i det fornnordiska språket, i det s. k. Starkodders versmått, sannolikt av det kväde, som denne kämpaskald säges ha diktat om Bråvallaslaget". År 1841 lät han till och med efter en längre tids studier publicera en tolkning av inskriften:
| Hildikinn ríki nam – Garþur inn hjó Úli eið gaf – Vígi Oðin rúnar. Hríngur fái fall á mold. Álfar ástagoð Óla [fjái] Óðin ok Frei ok Ásakun fari, fari fjandum varum, unni Haraldi œrin sigur. | Hildekind mottog riket – Gard inhögg Ola aflade ed – Odin helge runorna! Måtte Ring falla Alferna, kärleksgudarna öfvergiva Ola Odin, Frej Och Asars släkt ödelägga, ödelägga våra fiender! Unna Harald en stor seger |  |

Versmåttet är galdralag, en variant av fornyrðislag eller Starkaðarlag, som det ibland har kallats efter dess mytiske upphovsman. Magnússon tolkade skriften som en magisk invokation för att tillförsäkra kung Harald seger i det slag som senare skulle komma att utkämpas vid Bråvalla. Dikten skulle alltså ha givit en samtida ögonblicksbild från upptakten till detta slag och visa hur kung Harald förberedde inmarschen i Värend.

### Magnússons metod

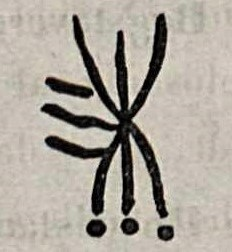
Bindruna med kung Rings namnchiffer, enligt Finnur Magnússon

Att en av 1800-talets främsta runologer lyckades finna ett begripligt budskap i en serie naturliga sprickor, som slumpen skapat i en berghäll, kan tyckas förvånande. Förklaringen är att Magnússon trodde sig ha upptäckt att nästan hela ”skriften” bestod av bindrunor. Det skulle alltså ha rört sig om ett slags monogramskrift med flera runor på samma stav. En sådan skrift ställer höga krav på läsarens skarpsinne – men ger också stor tolkningsfrihet. För de runor som står på samma stav blir i de flesta fall läsordningen fri, det vill säga de kan arrangeras som det passar bäst. Som exempel på detta kan nämnas kung Rings namn i runamoskrift. Magnússon trodde sig finna hela detta namn i en enda bindruna, som såg ut som runan ᚼ men med korsarmarna utdragna lika långt som staven. Tre streck och tre punkter nära denna figur gav honom uppslaget att söka efter ett ord med sex bokstäver, vilket han fann i ᚼᛦᛁᚾᚴᛦ (Hringr, det vill säga Ring på nutidssvenska). Just det namnet tycktes ju bekräfta ”inskriptionens” anknytning till slaget vid Bråvalla. Annars skulle det ha varit möjligt att också finna andra runor i samma bindruna, till exempel ᛉ (M) och ᛅ (A).
I allt bestod ristningen, enligt Magnússon, av 25 bindrunor med i genomsnitt fyra runor per stav. Därtill fanns flera normalrunor, ofta runan  men också en hel del andra; dock inte sällan med så ovanlig form att de särskilt måste förklaras. Eftersom Magnússon trodde att ”inskriptionen” hade haft ett magiskt syfte läste han den bakvänt, det vill säga från höger till vänster. Han trodde också att en del runor ”av magiska skäl” hade blivit felvända eller ställda på ända. Genom att vända dem ”rätt” kunde han ibland få fram helt andra runor än vad som hade blivit fallet om han läst dem som de stod.

### Teorierna avfärdas
År 1836 besökte Berzelius, Sveriges störste naturvetenskapsman på den tiden, Runamo. Han kom fram till att den märkliga "inskriften" i själva verket bestod av sprickor i ett band av bergarten diabas eller trapp, som gick fram genom graniten. Magnússons tolkning avfärdades också av bland annat av Jens Jacob Worsaae och Sven Nilsson. Worsaaes kritiska granskning av hällen 1844 blev spiken i kistan för tolkningen av Runamohällen som en runinskrift. När Worsaae kom till Runamo såg han vid första ögonkastet att den avbildning av "runorna" som Magnússon och Forchhammer presterat var långt ifrån pålitlig. Inte ett enda av de så kallade runornas streck är så skarpt avgränsat varken på längd eller bredd som deras avbildning visar. Inte mindre betänkligt fann Worsaae det vara att Magnússon, för att få fram någon mening ur det hela, godtyckligt utelämnat vissa streck och figurer samt läst en del "runor" dubbelt, andra upp- och nedvänt eller bakvänt.

### Barry Fell
Också i vår egen tid har ”skriften” i Runamo fascinerat människor, även om inga professionella runologer längre vill befatta sig med den. År 1987 lyckades den kontroversielle professor Barry Fell, ur just det parti av ”inskriften” där professor Magnússon hade funnit Sigurd Rings namnchiffer, utläsa budskapet Muhammed är Guds profet, skrivet på arabiska men med runor, och drog slutsatsen att Blekinge tidigt rönt påverkan från islam. Fell var visserligen medveten om att runbandet och runstavarna var naturens eget verk, men trodde att någon i forntiden hade tillfogat några streck här och där för att göra den naturskapade ”skriften” läsbar. Att ”runristaren” hade utnyttjat tecken som redan fanns i ”runbandet” var för övrigt en tanke som också hade föresvävat Magnússon. Till skillnad från honom läste Fell skriften från vänster till höger.

### I kulturen
Esaias Tegnér besjöng den påstådda inskriften i sin dikt "Gerda":  
| ” | Vårsol sken på Runamo, där, om du vill sagan tro, Hildetand i forna tider högg i berget fädrens strider, väldig runskrift halv mil lång, nu förnött av vandrarns gång. Här och där de djärva dragen stå oläsliga i dagen, lika dragen till att se på en död. Förr talte de jordiskt språk; vad nu de mena veta andarna allena. | „ |

## Bildgalleri

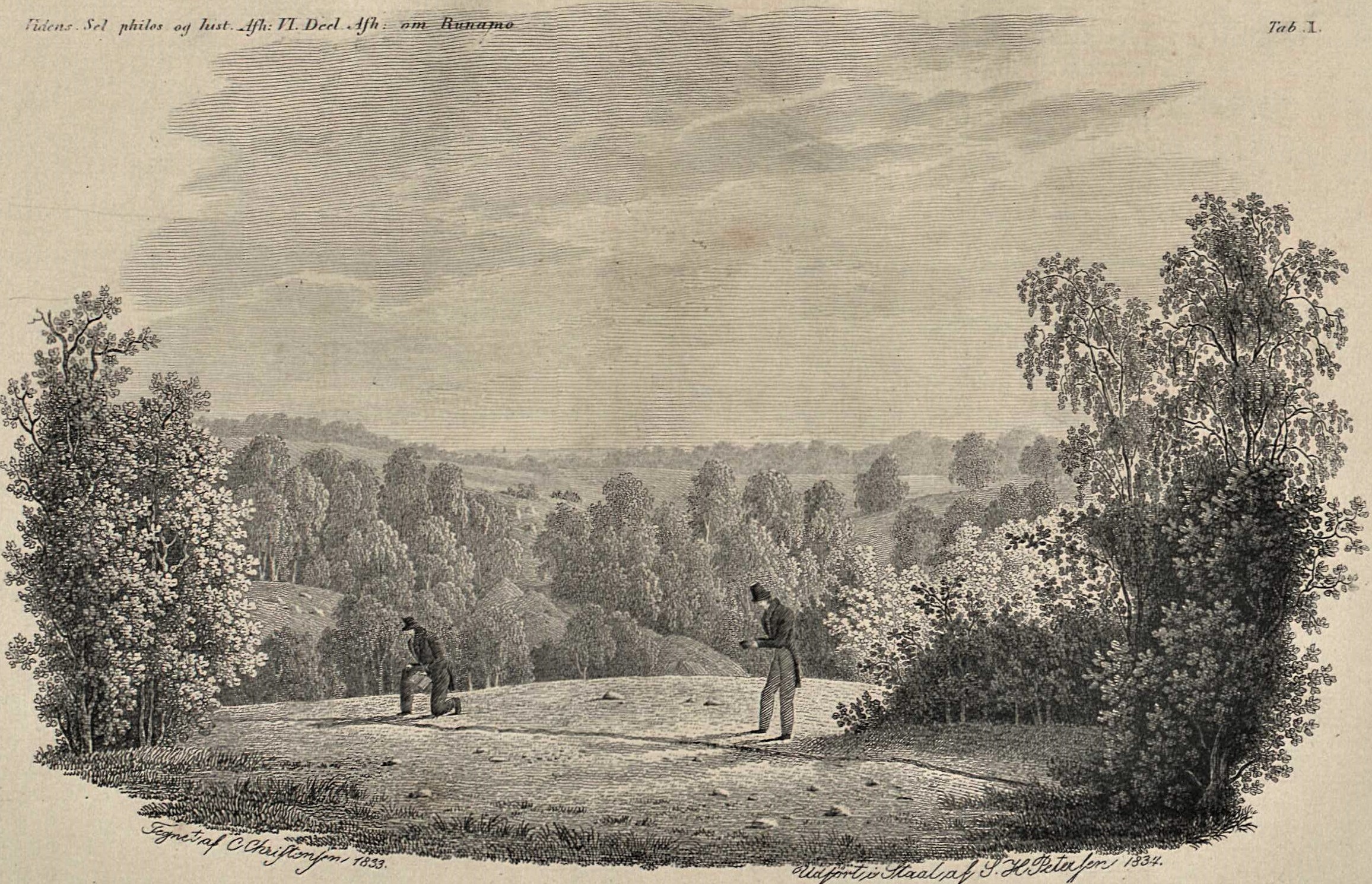
Runamohällen utforskas 1833. Teckning av C.F. Christensen. Ur boken Runamo og runerne, 1841.
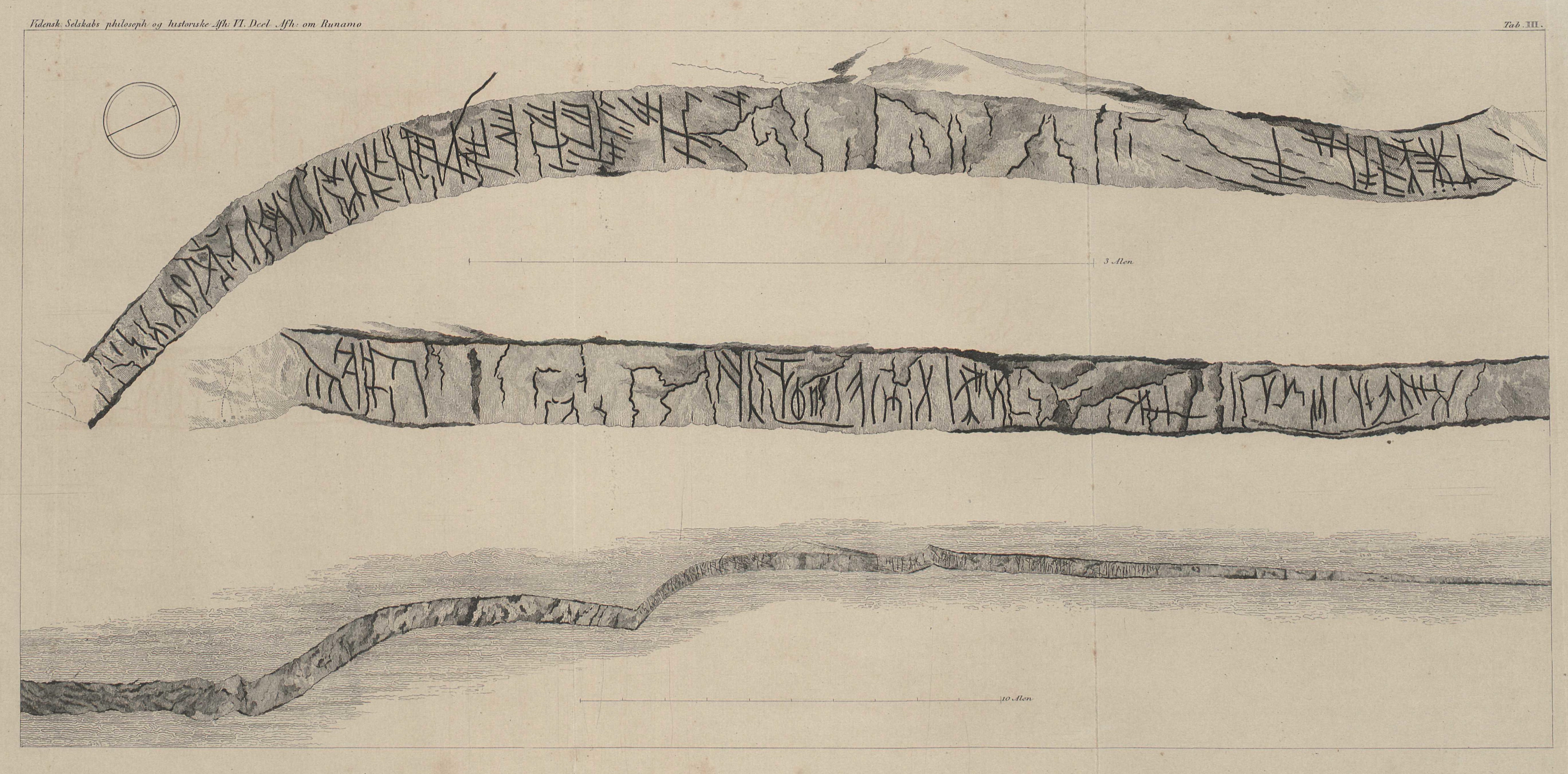
Runamorunorna enligt Finnur Magnússon. Kung Rings monogram syns överst till höger.